# Neanotis trimera
Neanotis trimera är en måreväxtart som först beskrevs av William Grant Craib, och fick sitt nu gällande namn av Walter Hepworth Lewis. Neanotis trimera ingår i släktet Neanotis och familjen måreväxter.
Artens utbredningsområde är Thailand. Inga underarter finns listade i Catalogue of Life.